# Bodö fjärden
Bodö fjärden är en fjärd i Finland. Den ligger i Pargas stad i landskapet Egentliga Finland, i den södra delen av landet, 180 km väster om huvudstaden Helsingfors.